# Isabellporing
Isabellporing (Anomoporia bombycina) är en svampart som först beskrevs av Elias Fries, och fick sitt nu gällande namn av Zdeněk Pouzar 1966. Enligt Catalogue of Life ingår Isabellporing i släktet Anomoporia,  och familjen Fomitopsidaceae, men enligt Dyntaxa är tillhörigheten istället släktet Anomoporia,  och familjen Amylocorticiaceae. Arten är reproducerande i Sverige. Inga underarter finns listade i Catalogue of Life.